# Kanton Bernay-Est
Kanton Bernay-Est (fr. Canton de Bernay-Est) je francouzský kanton v departementu Eure v regionu Horní Normandie. Skládá se z 9 obcí.

## Obce kantonu
- Bernay (část)
- Carsix
- Corneville-la-Fouquetière
- Fontaine-l'Abbé
- Menneval
- Saint-Aubin-le-Vertueux
- Saint-Clair-d'Arcey
- Saint-Léger-de-Rôtes
- Serquigny